# 点码
点编码（Point code）在七号信令系统中类似于IP网络中的IP地址。这是一个在MTP第3层中用于对消息信号单元（MSU）的目标进行识别的唯一地址节点（信令点，Signaling Point或SP）。
在这个信息中，你会发现一个始发点代码（Originating Point Code，OPC）和一个目标点代码（Destination Point Code，DPC）;有时文件还提到它作为一个信令点编码。现有网络上，一个点代码可以是24位（北美，中国），16位（日本），或14位（ITU标准，国际SS7网络和大多数国家）的长度。
ANSI点编码使用24位，大多是在8-8-8格式。 
ITU点编码使用14位，均为在3-8-3格式。
14位点编码为可写模式。最常见的格式是十进制数，十六进制数，或3-8-3的格式（3个最重要的位，中间8位，3个最低有效位）。
24位点编码为十进制，十六进制或8-8-8格式任选其一。

## 缩写
- OPC，Originating Point Code（始发点代码）
- DPC，Destination Point Code（目标点代码）
- ISPC，International Signaling Point Code（国际信令点编码）